# Широковещательный адрес
Широковещательный адрес — условный (не присвоенный никакому устройству в сети) адрес, который используется для передачи широковещательных пакетов в компьютерных сетях.
Впервые технология использования широковещательных адресов в IP-сетях была предложена в 1982 году Робертом Гурвицем (англ. Robert Gurwitz) и Робертом Хинденом (англ. Robert Hinden).

## Виды широковещательных адресов
В зависимости от уровня модели OSI различают несколько видов широковещательных адресов.
На уровне L2 используется широковещательный MAC-адрес FF:FF:FF:FF:FF:FF для передачи служебных датаграмм (например, ARP-запросов). Датаграммы, отправленные на такой адрес, принимаются всеми сетевыми устройствами локальной сети.
На уровне L3 используются широковещательные адреса, вид которых зависит от протокола. Так, в IP-сетях широковещательные адреса формируются следующим образом: к адресу подсети прибавляется побитовая инверсия маски подсети (то есть все биты адреса сети, соответствующие нулям в маске, устанавливаются в «1»). Например, если адрес подсети равен 192.168.0.0, маска подсети 255.255.255.0, то широковещательный адрес будет 192.168.0.255.

## Классы широковещательных адресов в IP сетях
Различают такие применения широковещательных адресов:
В локальном сегменте IP сети
Используется для передачи широковещательных пакетов всем устройствам в локальном сегменте сети. Все устройства в сети должны интерпретировать широковещательный адрес как свой собственный. Такое использование позволяет, в частности, находить шлюзы без статически заданных таблиц, а также сервера имён, времени и т. п.
Адрес в удалённый сегмент IP сети
Иногда используется для передачи широковещательных пакетов за пределы локального сегмента сети, например для поиска последней версии базы данных имён хостов, мониторинга серверов времени. Работает аналогично адресу в локальном сегменте IP сети, пакет маршрутизируется как обычный, пока не попадает на шлюз, подключённый к подсети, в которой адрес получателя является широковещательным.
Широковещательный адрес на весь Интернет
Все уникальные глобальные адреса используются как индивидуальные. Не существует адреса, который бы в рамках Интернета интерпретировался бы как широковещательный.

## Широковещательные адреса и безопасность сети
К использованию передачи пакетов на широковещательные адреса (англ. broadcasting) следует относиться с предельной осторожностью. Некорректное использование может привести к нарушению работоспособности как отдельного сегмента, так и сети в целом (см. широковещательный шторм).
Исходя из соображений безопасности и обеспечения максимальной пропускной способности сети, на шлюзах может быть установлен запрет транзита пакетов на широковещательные адреса.